# Лала Ладжпат Рай
Лала Ладжпат Рай (в.-пандж. ਲਾਲਾ ਲਾਜਪਤ ਰਾਏ; 28 января 1865 — 17 ноября 1928) — индийский общественный деятель, один из лидеров борьбы за независимость в первой четверти XX века.

## Биография
Ладжпат Рай родился в деревне Дхудике, на территории современного индийского штата Панджаб, в индусской семье. Он получил юридическое образование в Лахоре, где и заинтересовался политикой. Изначально Ладжпат Рай был членом общества Брахмо Самадж, но впоследствии его взгляды претерпели изменения и он стал активным защитником традиционных индусских ценностей. На ранних этапах своей карьеры Лала Ладжпат Рай получил известность как журналист и издатель радикальной газеты The Punjabee. С 1890-х годов он играл большую роль в деятельности Индийского Национального Конгресса. Во время событий 1905 года он становится одним из глав «экстремистской» фракции в Конгрессе, выступавшей за полную независимость от Великобритании и за насильственные действия против колониальных властей. Во время первой мировой войны Ладжпат Рай проживал в США, сотрудничая с эмигрантской сикхской организацией «Гхадар». Он вернулся в Индию в разгар кампании несотрудничества и был избран президентом ИНК на сессии в Калькутте. 30 октября 1928 года, во время разгона демонстрации против комиссии Саймона, Ладжпат Рай был ранен полицейской дубинкой и скончался от последствий ранения две недели спустя.

## Политические взгляды
Помимо своей деятельности в ИНК, Ладжпат Рай принимал участие в работе правых индусских организаций в том числе партии Хинду Махасабха. Он во многом разделял мнение Мухаммеда Али Джинны о существовании отдельных индусской и мусульманской наций и поддерживал создание новых провинций по конфессиональному признаку.